# هو، نورفک
هو (به انگلیسی: Hoe) یک روستا و محله مدنی در بریتانیا است که در Breckland District واقع شده‌است. هو ۹٫۲۵ کیلومتر مربع مساحت و ۲۴۱ نفر جمعیت دارد.